# Curtea de Apel Chișinău

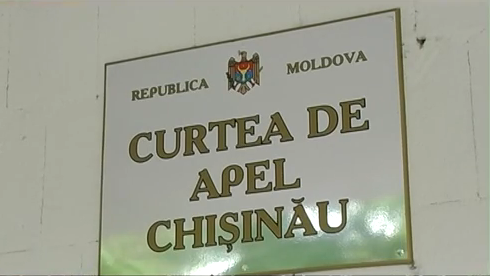
Placa de la intrarea în clădirea Curții de Apel

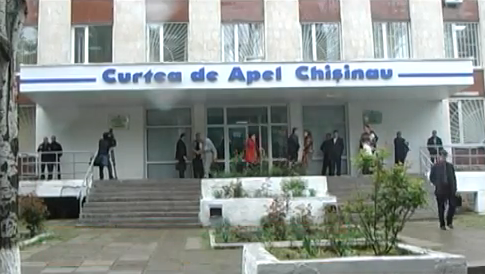

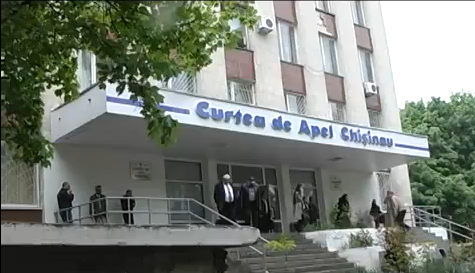

Curtea de Apel Chișinău este una din cele 4 curți de apel din Republica Moldova.

## Competențe juridice

### Competențe speciale
Articolul 36 din Legea privind organizarea judecătorească, prevede următoarele competențe speciale le Curților de Apel din țară (4 la număr), astfel:
Curtea de Apel:
- judecă în primă instanță cauzele date în competența ei prin lege;
- judecă apelurile declarate împotriva hotărîrilor pronunțate în primă instanță de tribunale și judecătoriile specializate;
- judecă recursurile declarate împotriva hotărîrilor pronunțate de tribunale în apel, precum și în alte cauze prevăzute de lege;
- judecă, în limitele competenței sale, cauzele supuse căilor exraordinare de atac;
- generalizează practica judiciară;
- soluționează conflictele de competență apărute între tribunale;
- exercită alte atribuții, conform legii.

### Competențe generale
Competențe generale ale curților de apel din țară, sunt:
- judecă cauzele și cererile date prin lege în competența lor;
- soluționează conflictele de competență apărute între judecătoriile din circumscripția lor;
- generalizează practica judiciară;
- exercită alte atribuții, conform legii.

## Competența teritorială
16 de judecătorii (ierarhic inferioare) țin de competența teritorială a curții:
- Judecătoria Chișinău, Sediul Central
- Judecătoria Chișinău, Sediul Buiucani
- Judecătoria Chișinău, Sediul Centru
- Judecătoria Chișinău, Sediul Ciocana
- Judecătoria Chișinău, Sediul Rîșcani (Chișinău)
- Judecătoria Bender fuzionează prin contopire cu Judecătoria Anenii Noi, formînd Judecătoria Anenii Noi;
- Judecătoriile Basarabeasca și Leova fuzionează prin contopire cu Judecătoria Cimișlia, formînd Judecătoria Cimișlia;
- Judecătoriile Briceni, Dondușeni și Ocnița fuzionează prin contopire cu Judecătoria Edineț, formînd Judecătoria Edineț;
- Judecătoria Călărași fuzionează prin contopire cu Judecătoria Strășeni, formînd Judecătoria Strășeni;
- Judecătoria Ștefan Vodă fuzionează prin contopire cu Judecătoria Căușeni, formînd Judecătoria Căușeni;
- Judecătoria Dubăsari fuzionează prin contopire cu Judecătoria Criuleni, formînd Judecătoria Criuleni;
- Judecătoriile Rîșcani și Glodeni fuzionează prin contopire cu Judecătoria Drochia, formînd Judecătoria Drochia;
- Judecătoria Florești fuzionează prin contopire cu Judecătoria Soroca, formînd Judecătoria Soroca;
- Judecătoria Ialoveni fuzionează prin contopire cu Judecătoria Hîncești, formînd Judecătoria Hîncești;
- Judecătoria Nisporeni fuzionează prin contopire cu Judecătoria Ungheni, formînd Judecătoria Ungheni;
- Judecătoriile Șoldănești, Rezina și Telenești fuzionează prin contopire cu Judecătoria Orhei, formînd Judecătoria Orhei.

Conform legii Nr. 76, din 21 aprilie 2016 privind reorganizarea instanțelor judecătorești, Judecătoria Comercială de Circumscripție și Judecătoria Militară și-a încetat activitatea la 1 aprilie 2017. Se constată că numărul de judecătorii de fond moldovenești, pe întreg teritoriul țării, să fie cu mult mai mic.

## Legături externe
- Pagina web a instanțelor judecătorești din Republica Moldova Arhivat în 25 ianuarie 2015, la Wayback Machine. (instante.justice.md)